# Robert A. Dillon
Robert Anthony Dillon (* 13. Februar 1889 in New York City, New York; † 28. November 1944 in Los Angeles, Kalifornien) war ein US-amerikanischer Drehbuchautor und Stummfilm-Regisseur.

## Leben
Robert Anthony Dillon wurde 1889 in New York City geboren. Sein älterer Bruder John Francis Dillon war als Regisseur und Schauspieler ebenfalls im Filmgeschäft tätig.
Seit dem Jahr 1914 wurden zahlreiche von Dillons Drehbüchern verfilmt. Zu Beginn seiner Karriere arbeitete er hauptsächlich mit seinem Bruder zusammen. Später wurden seine Drehbücher auch von Regisseuren wie Pat Hartigan, Wallace Beery, Craig Hutchinson, Edward Laemmle und Howard M. Mitchell umgesetzt. Dillons Adaption von James Fenimore Coopers Roman Der letzte Mohikaner wurde 1920 von Regisseur Maurice Tourneur unter gleichem Titel verfilmt.
Neben über 80 Drehbüchern führte er zwischen 1916 und 1927 bei acht Filmen auch selbst die Regie. Dillon zog sich um das Jahr 1937 von der Drehbucharbeit zurück.
Er starb am 28. November 1944 im Alter von 55 Jahren in Los Angeles.

## Filmografie (Auswahl)
Drehbuch
- 1914: The Key to Yesterday
- 1916: Bungling Bill′s Peeping Ways (Kurzfilm)
- 1916: Search Me! (Kurzfilm)
- 1916: The Lion Hearted Chief (Kurzfilm)
- 1916: Bungling Bill, Detective (Kurzfilm)
- 1916: Knocking Out Knockout Kelly (Kurzfilm)
- 1916: A Mix-Up in Photos (Kurzfilm)
- 1916: Slipping It Over on Father (Kurzfilm)
- 1916: The Stain in the Blood
- 1916: Bungling Bill, Doctor (Kurzfilm)
- 1916: Bungling Bill′s Dream (Kurzfilm)
- 1916: A Mixup at Rudolph′s (Kurzfilm)
- 1916: Chinatown Villains (Kurzfilm)
- 1916: National Nuts (Kurzfilm)
- 1916: Delinquent Bridegrooms (Kurzfilm)
- 1916: The Iron Mitt (Kurzfilm)
- 1916: Hired and Fired (Kurzfilm)
- 1916: A Deep Sea Liar (Kurzfilm)
- 1916: The Sody Clerk (Kurzfilm)
- 1916: A Thousand Dollars a Week (Kurzfilm)
- 1916: He Becomes a Cop (Kurzfilm)
- 1916: From the Rogue′s Gallery (Kurzfilm)
- 1916: Speeding (Kurzfilm)
- 1916: Hired and Fired (Kurzfilm)
- 1916: He Almost Lands an Angel (Kurzfilm)
- 1916: A Hero by Proxy (Kurzfilm)
- 1916: Borrowed Plumes (Kurzfilm)
- 1916: Breaking Into Society (Kurzfilm)
- 1916: Fame at Last (Kurzfilm)
- 1916: The Burglar (Kurzfilm)
- 1916: Any Old Duke′ll Do (Kurzfilm)
- 1917: A Pirate Bold (Kurzfilm)
- 1917: Scandal Everywhere (Kurzfilm)
- 1917: Hawaiian Nuts (Kurzfilm)
- 1917: Rainstorms and Brainstorms (Kurzfilm)
- 1917: Who Done It? (Kurzfilm)
- 1918: The Fast Mail (Kurzfilm)
- 1919: They Do It on $8 Per (Kurzfilm)
- 1919: Almost Heroes (Kurzfilm)
- 1919: Nothing But Nerve (Kurzfilm)
- 1919: A Howling Success (Kurzfilm)
- 1919: Pretty Soft (Kurzfilm)
- 1920: Der letzte Mohikaner (The Last of the Mohicans)
- 1921: Partners of Fate
- 1921: The Midnight Raiders (Kurzfilm)
- 1921: The Lamplighter
- 1921: The Man Who Woke Up (Kurzfilm)
- 1921: Beating the Game (Kurzfilm)
- 1921: The Cowpuncher′s Comeback (Kurzfilm)
- 1921: Winners of the West
- 1921: In the Nick of Time (Kurzfilm)
- 1921: Both Barrels (Kurzfilm)
- 1921: The Battle Against Odds (Kurzfilm)
- 1921: Square Deal Cyclone (Kurzfilm)
- 1921: The Yellow Streak (Kurzfilm)
- 1921: The Terror Streak
- 1921: A Ride for a Rancho (Kurzfilm)
- 1922: The Phantom Terror (Kurzfilm)
- 1922: A Blue-Jacket′s Honor (Kurzfilm)
- 1922: It Is the Law (Kurzfilm)
- 1922: The Hour of Doom (Kurzfilm)
- 1922: In the Days of Buffalo Bill
- 1922: The Radio King
- 1923: Around the World in Eighteen Days
- 1923: The Oregon Trail
- 1923: The Santa Fe Trail
- 1924: South of the Equator
- 1925: 3 Keys
- 1925: Secret Service Sanders
- 1925: The Flame Fighter
- 1925: The Prairie Pirate
- 1926: Scotty of the Scouts
- 1927: The Fortune Hunter
- 1927: Riders of the West
- 1927: The Range Riders
- 1927: A Million Bid
- 1927: Ham and Eggs at the Front
- 1928: The Devil′s Skipper
- 1928: His Last Bullet
- 1928: The Divine Sinner
- 1929: Thundering Thompson
- 1929: The Voice from the Sky
- 1935: The Lost City
- 1935: Wilderness Mail
- 1935: Orchids to You
- 1936: Parole!
- 1937: Slaves in Bondage

Regie
- 1916: Pat′s Pasting Ways (Kurzfilm)
- 1917: A Pirate Bold (Kurzfilm)
- 1918: Their Sporting Blood (Kurzfilm)
- 1923: The Santa Fe Trail
- 1925: The Flame Fighter
- 1926: Phantom Police
- 1927: Fully Equipped (Kurzfilm)
- 1927: Off Again (Kurzfilm)